# Bisbat de Valle de Chalco
El bisbat de Valle de Chalco (espanyol: Diócesis de Valle de Chalco, llatí: Dioecesis Vallis Chalcensis) és una seu de l'Església Catòlica a Mèxic, sufragània de l'arquebisbat de Tlalnepantla, i que pertany a la regió eclesiàstica Metro-Circundante. Al 2014 tenia 2.381.000 batejats sobre una població de 2.703.000 habitants. Actualment està regida pel bisbe Víctor René Rodríguez Gómez.

## Territori
La diòcesi comprèn els següents municipis de la part oriental de l'estat mexicà de Mèxic: Amecameca, Atlautla, Ayapango, Cocotitlán, Chalco, Ecatzingo, Juchitepec, Ozumba, Temamatla, Tenango del Aire, Tepetlixpa, Tlalmanalco, Valle de Chalco, i la ciutat de Cuatro Vientos al municipi d'Ixtapaluca..
La seu episcopal és la ciutat de Chalco, on es troba la catedral de  San Juan Diego Cuauhtlatoatzin.
El territori s'estén sobre 1.238 km², i està dividit en 60 parròquies.

## Història
La diòcesi va ser erigida el 8 de juliol de 2003 mitjançant la butlla Venerabilis Frater del Papa Joan Pau II, prenent el territori del bisbat de Netzahualcóyotl.

## Cronologia episcopal
- Luis Artemio Flores Calzada (8 de juliol de 2003 - 30 de març de 2012 nomenat bisbe de Tepic)
- Víctor René Rodríguez Gómez, des del 25 d'octubre de 2012

## Estadístiques
A finals del 2014, la diòcesi tenia 2.381.000 batejats sobre una població de 2.703.000 persones, equivalent al 88,1% del total.
| any  | població  | població  | població | sacerdots | sacerdots       | sacerdots       | sacerdots             | diaques | religiosos | religiosos | parròquies |
| ---- | --------- | --------- | -------- | --------- | --------------- | --------------- | --------------------- | ------- | ---------- | ---------- | ---------- |
| any  | batejats  | total     | %        | total     | clergat secular | clergat regular | batejats por sacerdot | diaques | homes      | dones      |            |
| 2003 | 2.996.000 | 3.404.400 | 88,0     | 86        | 55              | 31              | 34.837                |         | 42         | 195        | 46         |
| 2004 | 2.996.000 | 3.404.400 | 88,0     | 86        | 55              | 31              | 34.837                |         | 42         | 195        | 46         |
| 2010 | 2.302.000 | 2.613.000 | 88,1     | 81        | 59              | 22              | 28.419                |         | 25         | 73         | 56         |
| 2014 | 2.381.000 | 2.703.000 | 88,1     | 92        | 66              | 26              | 25.880                |         | 27         | 213        | 60         |